# ESO 137-001
ESO 137-001 è una galassia spirale barrata situata in direzione della costellazione del Triangolo Australe alla distanza di circa 200 milioni di anni luce. Fa parte dell'Ammasso del Regolo o Abell 3627, che la galassia sta attraversando a velocità elevata di milioni di chilometri orari.
La galassia è stata studiata dal Telescopio spaziale Hubble nella banda dell'ultravioletto e dal telescopio spaziale Chandra nei raggi X ottenendo immagini che esaltano la presenza di una colossale scia che si disperde nello spazio intergalattico per una lunghezza di circa 260.000 anni luce, e che nell'insieme genera una suggestiva immagine che ricorda la morfologia di una medusa. La scia è costituita da un insieme di giovani stelle avvolte da gas, che raggiunge elevate temperature, strappate via dalla galassia tramite un fenomeno chiamato ram pressure stripping. Tale fenomeno è il risultato dello scontro tra i gas di una galassia e quelli presenti nello spazio intergalattico di un ammasso.
In questo caso il campo gravitazionale di Abell 3627 allontana stelle, gas e polveri soprattutto dalle regioni periferiche di ESO 137-001 risparmiando, ma solo in parte, la materia situata nel nucleo galattico. Col tempo, la maggior parte delle polveri e del gas saranno allontanati e ESO 137-001 risulterà alla fine del tutto spogliata del materiale necessario alla formazione di nuove stelle.
ESO 137-001, considerata un tipico esempio di galassia medusa, sarà oggetto di uno studio approfondito facente parte delle osservazioni a tempo garantito (GTO) in luce infrarossa con lo strumento MIRI del telescopio Webb, per osservare i siti di formazione stellare nei diversi punti della coda e come il processo di stripping sia evoluto nel tempo e in che modo questo abbia influenzato la formazione di nuove stelle.

## Galleria d'immagini

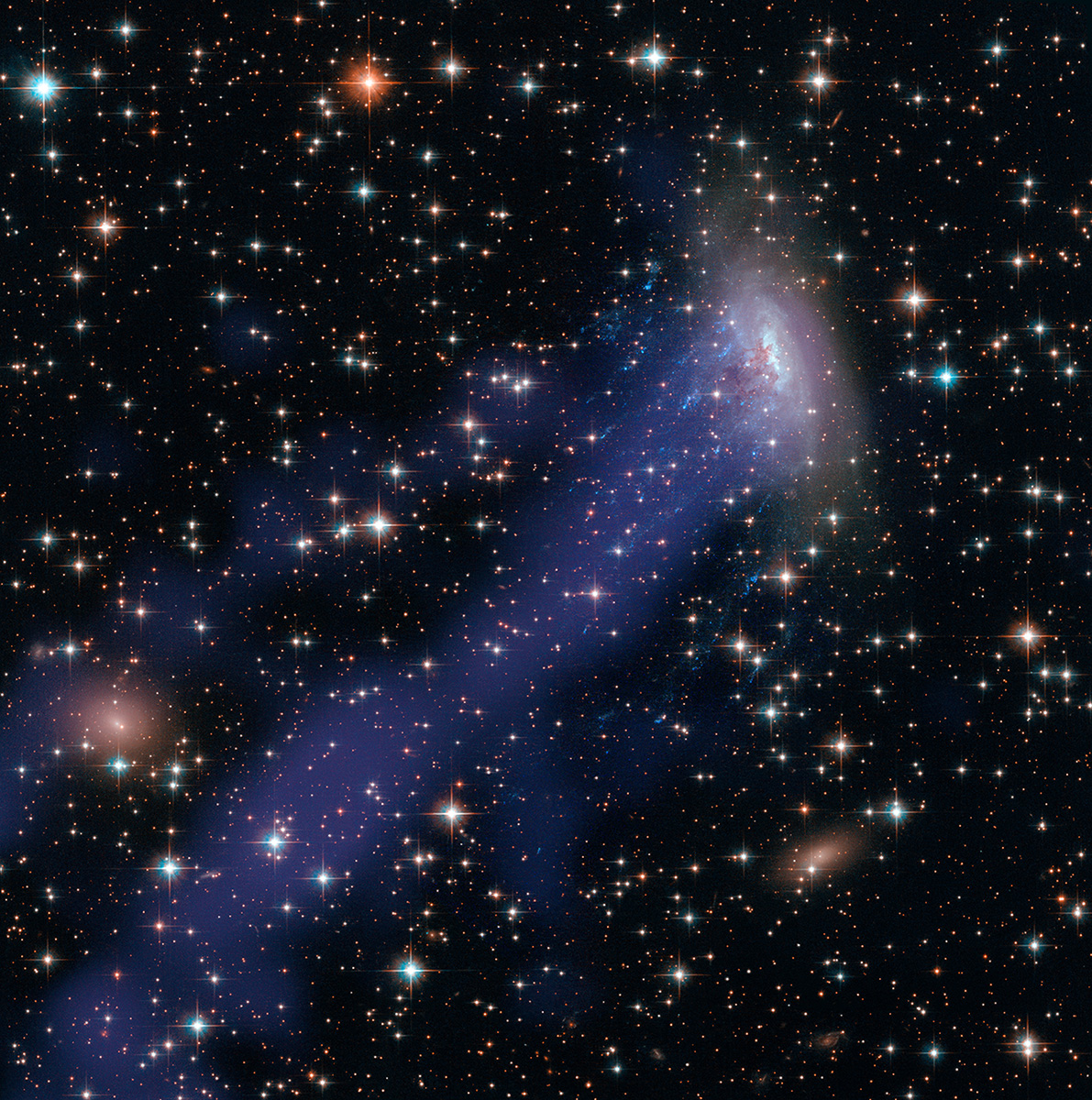
ESO 137-001 (immagine composita di Hubble e Chandra)
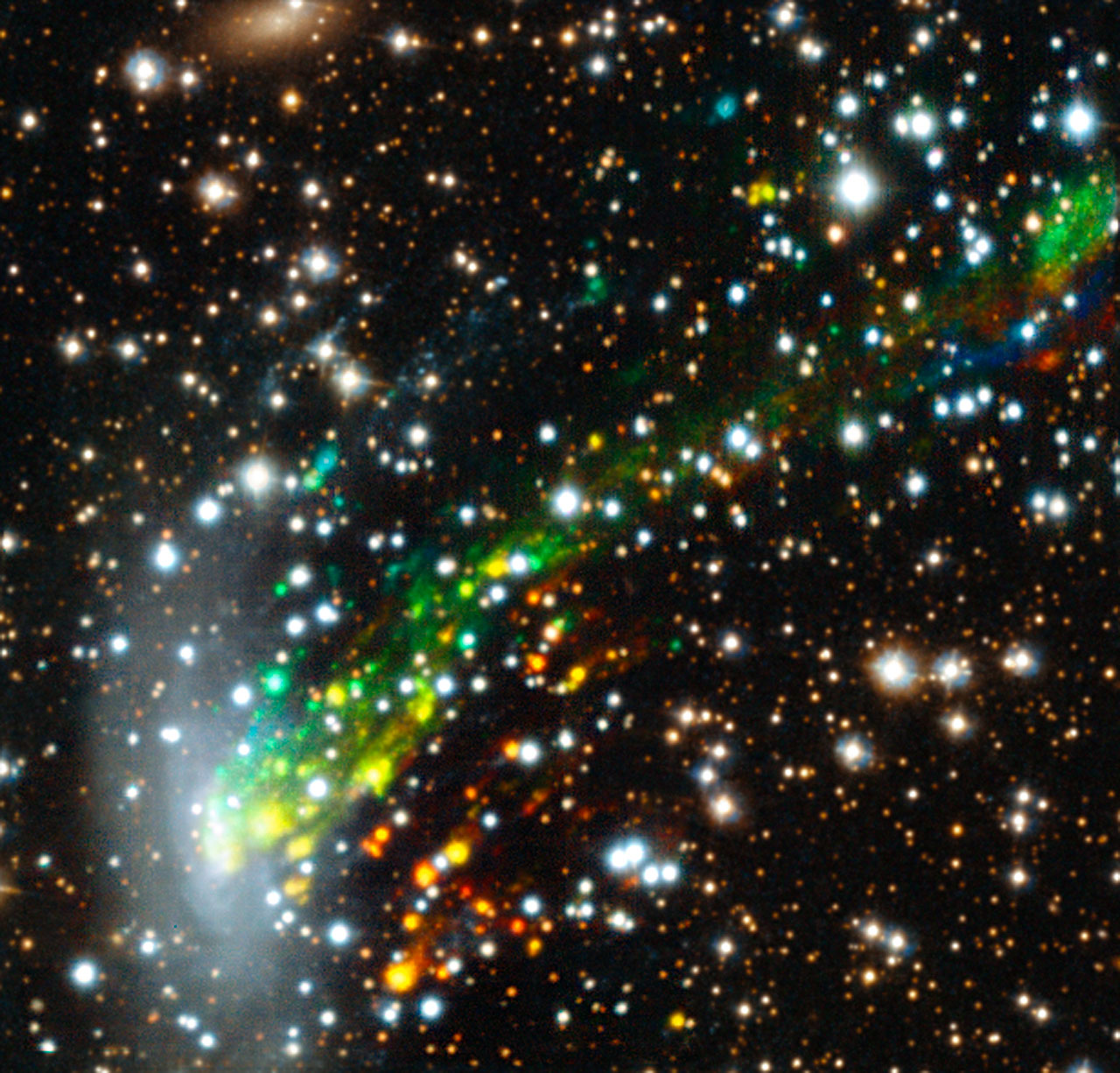
ESO 137-001 (ESO’s Very Large Telescope)
- ESO 137-001 (video)